# Ateliers de construction d'Issy-les-Moulineaux
Pour les articles homonymes, voir AMX.

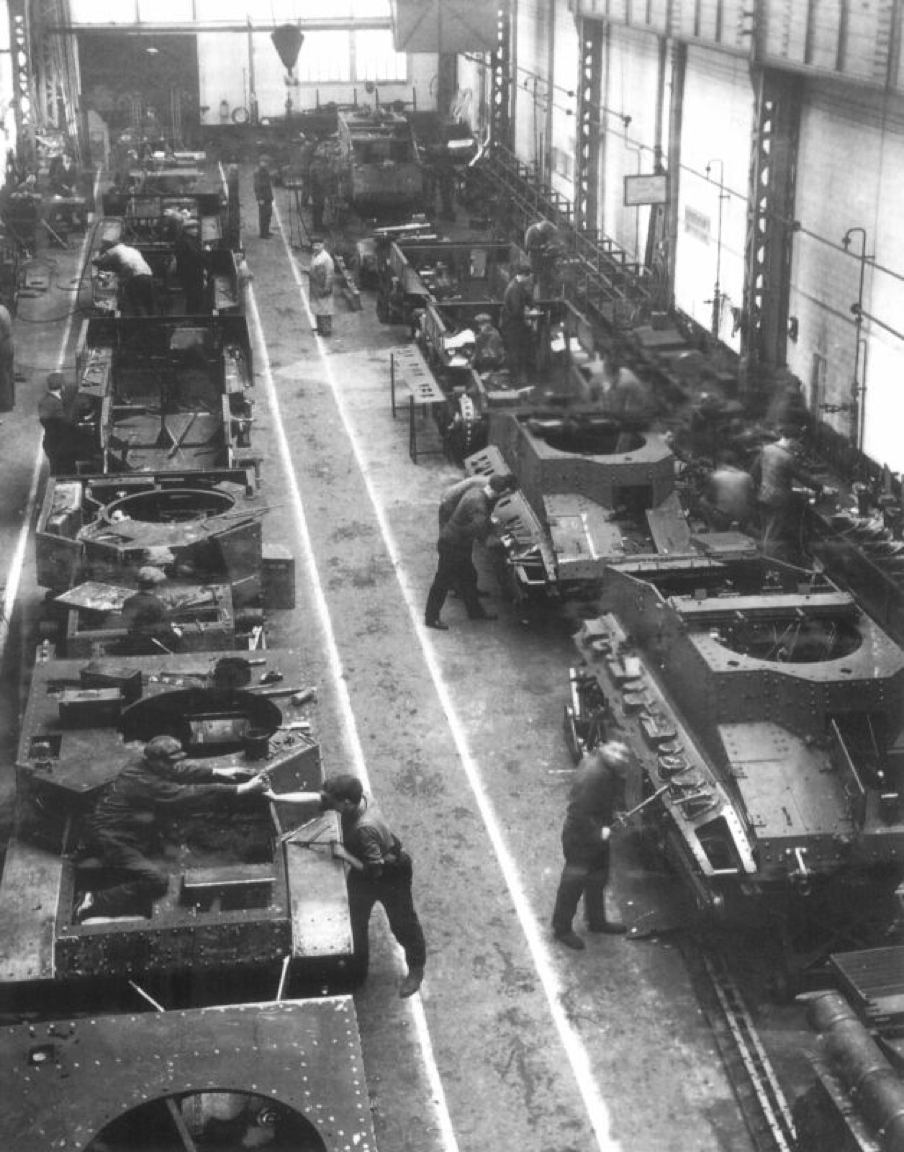
Ligne de production de chars AMC 35 en 1935 dans l’atelier de construction d'Issy-les-Moulineaux, alors encore propriété de Renault.

Les Ateliers de construction d'Issy-les-Moulineaux (ou AMX avec A pour Ateliers et MX pour MoulineauX) sont nés de la nationalisation des usines Renault d'Issy-les-Moulineaux en 1936. Ils étaient spécialisés dans la construction de véhicules blindés pour l'armée française. D'où le nom des chars AMX-13, AMX-30. Il sera par la suite déménagé sur le plateau de Satory.

## Modèles étudiés et, ou produits
Les modèles ci-dessous n'ont pas tous été produits en série dans cet établissement, l'AMX, après avoir quitté le giron de Renault, était plus particulièrement voué à l'étude et la réalisation des prototypes de chars et la production de véhicules spécifiques en petite série lors de son déplacement sur le plateau de Satory où il sera regroupé avec l'APX (Atelier de construction de Puteaux).
Études et production
- AMX-13 et ses variantes et dérivés (75 mm, 90 mm, AMX-13 VCI, etc.)
- AMX 38 (prototype)
- AMX 40 (1940)

Études seules
- AMX ELC
- AMX-10 P
- AMX-10 RC
- AMX-30
- AMX-30E
- AMX-32
- AMX-40
- AMX-50
- AMX AuF1
- Char Leclerc